# Sokoľ
Sokoľ (in ungherese Hernádszokoly) è un comune della Slovacchia facente parte del distretto di Košice-okolie, nella regione di Košice.